# Gorka Izagirre
Gorka Izagirre Insausti é um ciclista profissional espanhol, nascido em Ormaiztegi (Guipúscoa) a 7 de outubro de 1987 que compete pela Astana.
É filho do ex ciclista duplo campeão de Espanha de ciclocross José Ramón Izagirre. Seu irmão Ion também é ciclista e no final do 2009 deu o salto ao profissionalismo da mão da equipa Orbea compartilhando desde 2011 a 2013 a mesma equipa, o Euskaltel-Euskadi e actualmente a Astana.

## Biografia

### Inícios modestos
Estreou como profissional com a equipa suíça NGC Medical-OTC Indústria Porte no final do 2008 depois de ter corrido também algumas corridas profissionais com a Selecção Espanhola. Depois alinhou pelo Contentpolis-AMPO no 2009, onde ganhou a classificação das metas volantes da Clássica de San Sebastião (seu melhor posto foi um 16º na Volta à Rioja). Ademais, foi seleccionado pela Selecção Espanhola para disputar o Tour do Porvenir mas abandonou na primeira etapa depois de uma queda.

### Salto ao ProTour e primeiras vitórias
Já em 2010 entra pela equipa ProTour Euskaltel-Euskadi para a temporada 2010, apesar de ainda lhe ficar um ano mais de contrato com o Contentpolis que pese a isso não pôs nenhum problema à transferências. Nesse mesmo ano conseguiu sua primeira vitória como profissional no Tour de Luxemburgo depois de vencer ao sprint de um reduzido grupo a corredores como Serguéi Ivanov e Matteo Carrara e depois de ter estado escapado grande parte da etapa. Sua segunda vitoria chegou na Clássica de Ordizia.
A princípios do 2011 quase entrou no top-ten na primeira corrida UCI WorldTour da temporada: o Tour Down Under (foi 12º) e pouco depois fez-se com a classificação dos jovens do Tour de Haut Var.

## Palmarés
2010
- 1 etapa do Tour de Luxemburgo
- Clássica de Ordizia

2012
- Clássica de Ordizia

2014
- Clássica de Ordizia

2015
- 2º no Campeonato de Espanha Contrarrelógio

2017
- Klasika Primavera
- 1 etapa do Giro de Itália

## Resultados em Grandes Voltas e Campeonato do Mundo
| Corrida                | 2008 | 2009 | 2010 | 2011 | 2012 | 2013 | 2014 | 2015 | 2016 | 2017 | 2018 |
| ---------------------- | ---- | ---- | ---- | ---- | ---- | ---- | ---- | ---- | ---- | ---- | ---- |
| Giro d'Italia          | -    | -    | -    | -    | -    | -    | 83º  | -    | -    | 28º  | -    |
| Tour de France         | -    | -    | -    | 66º  | 39º  | Ab.  | -    | 32º  | Ab.  | -    | -    |
| Volta a Espanha        | -    | -    | -    | -    | -    | -    | 37º  | -    | -    | -    | -    |
| Mundial em Estrada     | -    | -    | -    | -    | -    | -    | -    | -    | -    | 107º | -    |
| Mundial Contrarrelógio | -    | -    | -    | -    | -    | -    | -    | -    | -    | 27º  | -    |

-: não participa

## Equipas
- NGC Medical-OTC Indústria Porte (2008)[5]
- Contentpolis-AMPO (2009)
- Euskaltel-Euskadi (2010-2012)
- Euskaltel Euskadi (2013)
- Movistar Team (2014-2017)
- Bahrain–Merida (2018)